# 스코 천황
스코 천황(일본어: 崇光天皇, 1334년 5월 23일 ~ 1398년 1월 31일)은 일본 남북조 시대 북조의 제3대 천황이었다. 메이지 이전의 학자들에 따르면 그의 치세는 1348년에서 1351년까지였다. 그의 휘(諱)는 원래 마스히토(益仁)였지만 후에 오키히토(興仁)로 개명하였다. 그의 아버지는 고곤 천황이며, 숙부는 그 동생인 고묘 천황이다. 자신의 황태자에게 천황의 자리를 물려주려 했으나 무로마치 막부의 반대로 실패하자, 대신 후시미노미야라는 미야케(宮家)를 창설하도록 했다.

## 생애
스코 천황은 1348년 황태자로 봉해졌으며, 같은 해에 고묘 천황의 양위로 북조의 천황이 되었다. 비록 고곤 천황이 상황으로서 다스렸지만 아시카가 다카우지와 아시카가 다다요시 사이의 경쟁은 시작되었고 1351년 다카우지는 남조와 화의했다. 이로 인해 둘로 나뉘었던 황통이 남조로 통일되었기 때문에 스코 천황은 천황의 지위에서 물러나게 되었다. 그러나 평화는 곧 조각이 나고 1352년 남조는 교토로 진격했다. 스코 천황은 아버지 고곤 천황과 숙부 고묘 천황, 황태자 나오히토 친왕(하나조노 천황의 아들) 등과 함께 남조에게 납치되어 수 년간 유폐 생활을 보냈다. 그 사이 북조 측은 고곤 천황의 차남으로 스코 천황의 동생인 이야히토 친왕을 천황으로 추대하였다.
1357년 교토로 돌아온 스코 천황은 아들 요시히토 친왕을 태자로 세우고 싶어했고 이 문제를 둘러싸고 동생과 갈등이 생겼으나 막부는 고코곤 천황의 아들 오히토 친왕(훗날의 고엔유 천황)의 황위 계승을 인정하였다.
스코 천황은 1398년 세상을 떠났고 30년 후인 1428년, 그의 종손 히코히토 친왕이 쇼코 천황의 양자로서 고하나조노 천황에 측위하여 스코 천황의 간절한 바람을 이루었다.

## 가계도
- 텐시 : 안사츠텐지(按察典侍) 니와타(미나모토) 시코(시시) (庭田(源) 資子, ?-1394) - 니와타 카타시(庭田 重資)의 딸
  - 제1황자 : 후시미노미야 요시히토 친왕(伏見宮 榮仁親王, 1351-1416) - 1대 후시미노미야 당주.
    - 제1황손 : 후시미노미야(伏見宮) 하루히토왕(治仁王, 1370-1417) - 2대 후시미노미야 당주.
    - 제2황손 : 고스코인(後崇光院) 후시미노미야(伏見宮) 사다후사 친왕(貞成 親王, 1372-1456) - 3대 후시미노미야 당주.
      - 제1증손 : 히코히토 친왕(彦仁 親王) - (고하나조노 천황)
      - 제2증손 : 후시미노미야(伏見宮) 사다츠네 친왕(貞常 親王, 1426-1474) - 4대 후시미노미야 당주.

  - 제2황자 : 쿄신 법친왕(興信 法親王, 1358-1391)
- 뇨고 : 안후쿠덴 고젠(安福殿女御)
- 궁인 : 산죠노 츠보네(三条局)
  - 황녀 : 즈호 여왕(瑞宝 女王)
  - 제3황자 : 코죠 법친왕(弘助法親王)

## 같이 보기
- 일본 천황